# 混杂左翼
混杂左翼（法語：Divers gauche，缩写为DVG）是法国的一个政治术语。它用以指代在各种公职选举中，不隶属于任何主要左翼政党的左翼候选人，包括小型左翼政党的候选人和主要左翼政党中的异见人士（独立参选和本党候选人竞争）。混杂左翼在地方选举中很常见，在全国性选举中则很少见。